# Ursula von Truppach
Ursula von Truppach († 1526 in Bamberg) war bis 1526 vorletzte Äbtissin des Klosters Schlüsselau.
Ursula stammte aus der ritteradeligen Familie von Truppach. Der Genealoge Johann Gottfried Biedermann nennt als ihre Eltern Georg von Truppach zu Truppach und Alladorf in bambergischen Diensten als Hofrat und Amtmann und Helena, eine geborene Lochner von Hüttenbach. Im Bauernkrieg wurde das Kloster im April 1525 von Bauern überfallen und das Inventar zerstört. Am 17. Mai 1525 wurde das Kloster erneut heimgesucht, diesmal brannten die Gebäude aus, nur die Kirche blieb verschont. Der Konvent hatte sich rechtzeitig nach Bamberg in ein Haus im Besitz des Klosters zurückgezogen, dem Schlüsselauer Hof auf dem Kaulberg. Ursula starb dort in ihrem Exil.